# Ajn Fazza
Ajn Fazza (arab. عين فزة; fr. Aïn Fezza)  – jedna z 53 gmin w prowincji Tilimsan, w Algierii, znajdująca się w środkowej części prowincji, około 8 km na wschód od Tilimsan. W 2008 roku gminę zamieszkiwało 11053 osób. Numer statystyczny gminy w Office National des Statistiques d'Algérie to 1312.